# Бровник однобульбовий
Медівка однобульбова, бро́вник однобульбовий, або гермі́ній однобульбовий (Herminium monorchis) — багаторічна рослина родини зозулинцевих. Релікт, занесений до Червоних книг України, Білорусі, Латвії, Литви і Польщі. Малопоширена декоративна культура.

## Опис

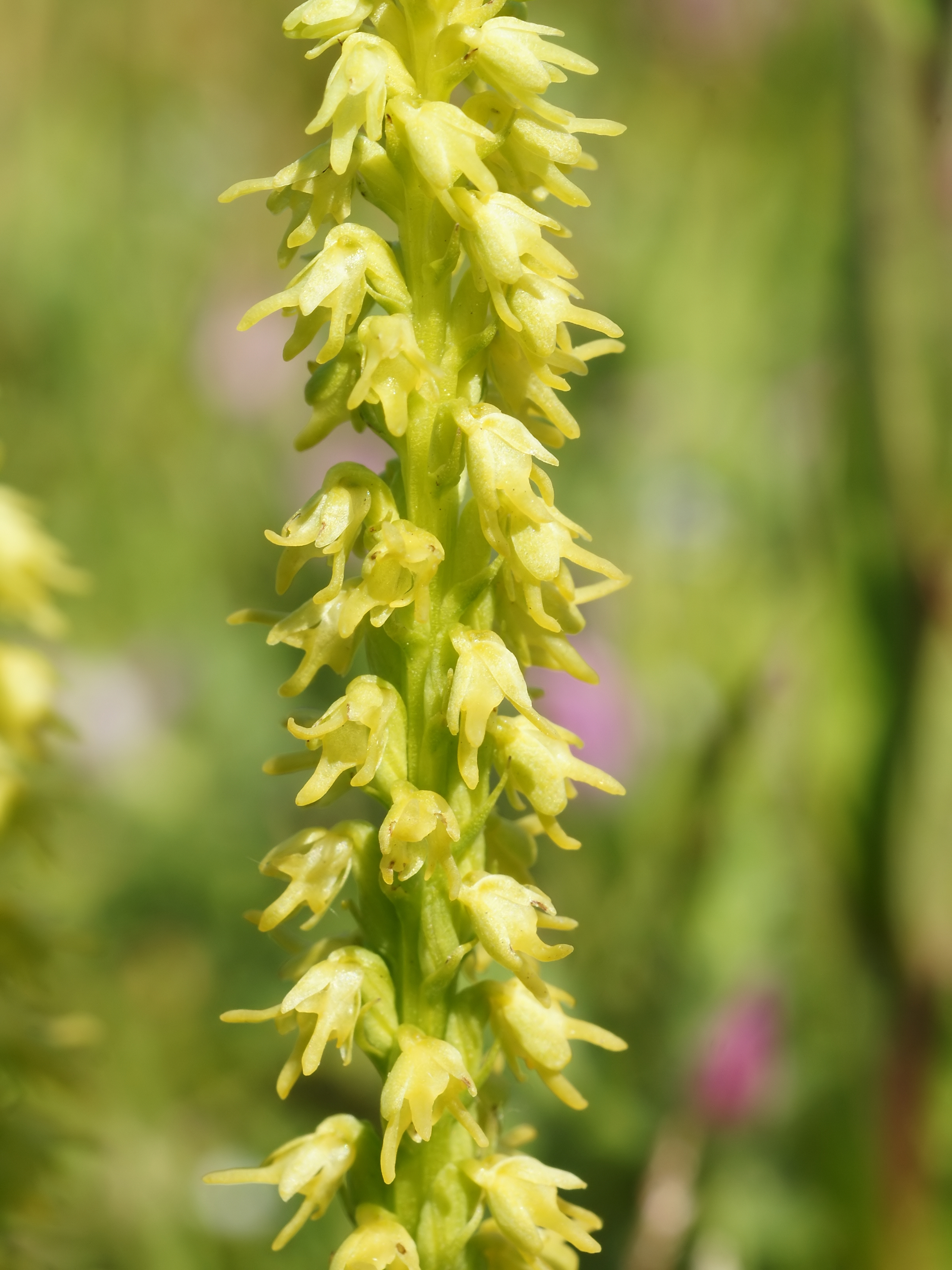
Суцвіття великим планом

Трав'яниста рослина заввишки 8-35 см, геофіт. Бульба зазвичай одна, рідко — дві, кулястої форми, завширшки до 1 см. Стебло заввишки 8-25 см, пряме, голе, біля основи вкрите коричневими лускоподібними листками. Стеблових листків 2 (рідше — 3), вони також розташовані біля основи стебла, зближені, видовжено-оберненояйцеподібні або ланцетні, завдовжки до 10 см. Іноді буває і третій листок ланцетної форми, розташований у середній частині стебла.
Суцвіття — видовжена колосоподібна китиця, що складається з 10-45 квіток. Приквітки лінійно-ланцетні або ланцетні, майже дорівнюють зав'язі або трохи коротші від неї. Квітки двостатеві, зигоморфні, п'ятичленні, дрібні, жовтувато-зеленкуваті, дуже запашні, трохи повислі. Листочки оцвітини складені дзвоникоподібно, зовнішні — яйцеподібнодовгасті, тупуваті, до 3 мм завдовжки, два внутрішніх майже списоподібні, видовжено-загострені, до 4 мм завдовжки. Губа без шпорки, але з мішечкоподібною заглибиною при основі, трилопатева, з боковими лопатями шилоподібно-лінійними і середньою лопаттю довшою за бічні в 2-2,5 рази і більш товстою, ніж вони. Шпорка коротка, мішкоподібна. Зав'язь скручена, сидяча, на верхівці нахилена вперед. Плід — коробочка завдовжки 1 см. Насіння численне, дрібне.

## Екологія
Рослина вологолюбна, віддає перевагу багатим на вапно ґрунтам. Зростає на вологих і болотистих луках, осоково-гіпнових низинних болотах, рідше — в заболочених рідколіссях і серед чагарників. Зазвичай рослини трапляються поодинці або у невеличких скупченнях з 2-7 особин.
Розмножується насінням та вегетативно. Квітне в травні-липні, плодоносить у липні-серпні. Квіти приваблюють запилювачів (перетинчастокрилих і двокрилих комах) нектаром й ароматом, що нагадує запах меду з нотками мускусу й анісу. Насіння розповсюджується вітром. Одна особина здатна дати 1,5 тисячі насінин, які проростають лише за умови зараження симбіотичним грибом. Крім того, від старої бульби можуть відгалужуватися підземні пагони (столони), на кінцях яких утворюються по дві дочірні бульби. Тривалість життя становить від 10 до 20 років.

## Поширення
Ареал бровника однобульбового складається з трьох зон: перша охоплює Західну Європу, друга — Скандинавію, третя — Східну Європу та Сибір. Крім того, описані осередки цього виду на Балканах, Кавказі, у Малій та Середній Азії, Індії, Китаї, Японії, Монголії, Тибеті. Разом з тим у Середземномор'ї цей вид відсутній.
В Україні трапляється переважно в Карпатах, фрагментовані осередки також знаходяться у Поліссі та лісостеповій зоні. В деяких європейських країнах, як от у Чехії та Фінляндії, бровник однобульбовий повністю винищений.

## Значення і статус виду
На стан популяцій несприятливо впливають осушення луків і боліт, видобуток торфу, випасання худоби, витоптування. Бровник однобульбовий занесений до Додатку ІІ Конвенції про міжнародну торгівлю видами дикої фауни та флори, що перебувають під загрозою зникнення (CITES). Рослина має наукову цінність як єдиний представник роду у європейській флорі. В Україні вид охороняється в Карпатському біосферному заповіднику та Карпатському національному природному парку, в Білорусі — у Національному парку «Біловезька пуща», Березинському біосферному заповіднику, ландшафтному заказнику «Освейський».
У культурі вирощується зрідка, переважно в ботанічних садах заради запашних квітів, оскільки в цілому рослина не надто показна.

## Синоніми
| - Arachnites monorchis (L.) Hoffm. - Epipactis monorchis (L.) F.W.Schmidt - Herminium alaschanicum var. tanguticum Maxim. - Herminium clandestinum Gren. & Godr. - Herminium tanguticum (Maxim.) Rolfe - Monorchis herminium O.Schwarz - Ophrys herminium Gren. | - Ophrys monorchis L. - Ophrys triorchis St.-Lag. - Orchis herminium Gren. - Orchis monorchis (L.) Crantz - Orchis monorchis (L.) All. - Satyrium monorchis (L.) Pers. |